# 2-pentanon
2-pentanon of methylpropylketon is een ontvlambare organische verbinding met als brutoformule C5H10O. De stof komt voor als een kleurloze vloeistof met een acetonachtige geur, die matig tot goed oplosbaar is in water. Methylpropylketon heeft 2 structuurisomeren: 3-pentanon en 3-methyl-2-butanon (methylisopropylketon).

## Toepassingen
2-pentanon wordt voornamelijk gebruikt als organisch oplosmiddel.

## Toxicologie en veiligheid
2-pentanon reageert hevig met sterke oxiderende middelen, sterke basen, amines en isocyanaten, waardoor kans op brand en ontploffing ontstaat.
2-pentanon is irriterend voor ogen, de huid en de luchtwegen.